# Jürgen Dethloff
Jürgen Dethloff (* 12. Mai 1924 in Stolzenhagen, Stettin; † 31. Dezember 2002 in Hamburg) war ein deutscher Ingenieur. Er gilt als Erfinder der Mikroprozessorkarte und war Mitentwickler der Chipkarte.

## Leben
Dethloff absolvierte gegen Ende des Zweiten Weltkriegs ein Fernstudium in Elektrotechnik und legte 1949 die Prüfung zum Rundfunkmechaniker-Meister ab. 1950 gründete er die Firma Dethloff-Elektronik, mit der er Sprech- und Kommandoanlagen für Schiffe herstellte. Unter anderem rüsteten sie die Privatjacht von Aristoteles Onassis aus. Er verkaufte die Firma und baute 1965 eine neue Firma „Jürgen Dethloff Hamburg“ auf. 
1966 tat er sich mit Helmut Gröttrup zusammen. Dieser hatte sich schon etwas länger mit dem Konzept der späteren Chipkarte befasst und hielt auch schon ein Patent auf diesem Gebiet. Dethloff meldete 1969 in Deutschland mit Gröttrup ein Patent für eine Plastikkarte mit integriertem Schaltkreis an („Identifizierungsschalter“). Der Entwurf sah ähnlich wie ein Schlüssel auf einer Karte aus, mit elektronischen Kontakten an Stelle der Schlüsselbärte. Bald wechselten sie aber auf Chipkarten, die damals bereits von Banken benutzt wurden, allerdings nur rein mechanisch (sie wurde im Laden auf einen „Imprinter“ gelegt, der einen Abdruck der Daten – Name, Nummer – auf einem Belegzettel anfertigte). Erteilt wurde das Patent 1982. Dethloff beriet auch viel und erfolgreich die Industrie in der Anwendung von Chipkarten.
Die Mikroprozessorkarte (Smart Card), die die Daten besser als ein Magnetstreifen auf der Karte schützte, meldete Dethloff 1977 zum Patent an.

## Ehrungen und Auszeichnungen
- 1994 SmartCard-Preis der Gesellschaft für Mathematik und Datenverarbeitung (GMD) in Darmstadt
- 1996 Technologiepreis der Eduard-Rhein-Stiftung (zusammen mit Roland Moreno)
- 1997 Rudolf-Diesel-Medaille[1]
- 1998 Bundesverdienstkreuz 1. Klasse